# River Cherwell
River Cherwell är ett vattendrag i södra Storbritannien och en av Themsens största bifloder.  Cherwell har sin källa i Hellidon nära Daventry i Northamptonshire, England, och rinner därifrån söderut till Oxfordshire, där flyter genom Banbury och mynnar i Themsen i södra Oxford.
Floden är endast farbar längs delar av sträckningen med flatbottnade båtar och löper delvis parallellt med Oxford Canal. I Oxford är punting med små flatbottnade och stakade båtar på floden ett traditionellt nöje.
Floden har givit sitt namn till det administrativa Cherwelldistriktet i nordöstra Oxfordshire, samt till studenttidningen Cherwell i Oxford.